# Плескот, Вацлав
Вацлав Плескот (чеш. Václav Pleskot; 1 января 1921, Милостин, Чехословакия — 29 сентября 2012) — чехословацкий государственный деятель, и. о. министра иностранных дел Чехословацкой ССР (1968—1969).

## Биография
В 1952 году окончил Высшую политическую школу при ЦК КПЧ.
- 1945—1951 гг. — работал в Национальном банке Чехословакии,
- 1952—1954 гг. — заместитель председателя,
- 1955—1956 гг. — председатель государственного комитета по физической культуре и спорту,
- 1955—1958 гг. — председатель НОК ЧССР,
- 1958—1960 гг. — начальник отдела в Министерстве иностранных дел,
- 1960—1966 гг. — посол Чехословакии во Франции,
- 1966—1968 гг. — заместитель министра,
- 1968—1969 гг. — и. о. министра иностранных дел ЧССР,
- январь-сентябрь 1969 г. — генеральный секретарь МИД ЧССР.

После ухода из правительства в 1970 году являлся генеральным директором монополиста на туристическом рынке компании Čedok.